# کوری وینکل
کوری وینکل (هلندی: Corrie Winkel؛ زادهٔ ۲۶ فوریهٔ ۱۹۴۴) شناگر اهل هلند است.
وی در مسابقات کشوری و بین‌المللی در مجموع برندهٔ ۲ مدال نقره شده‌است.